# Os Assassinatos da Rua Morgue

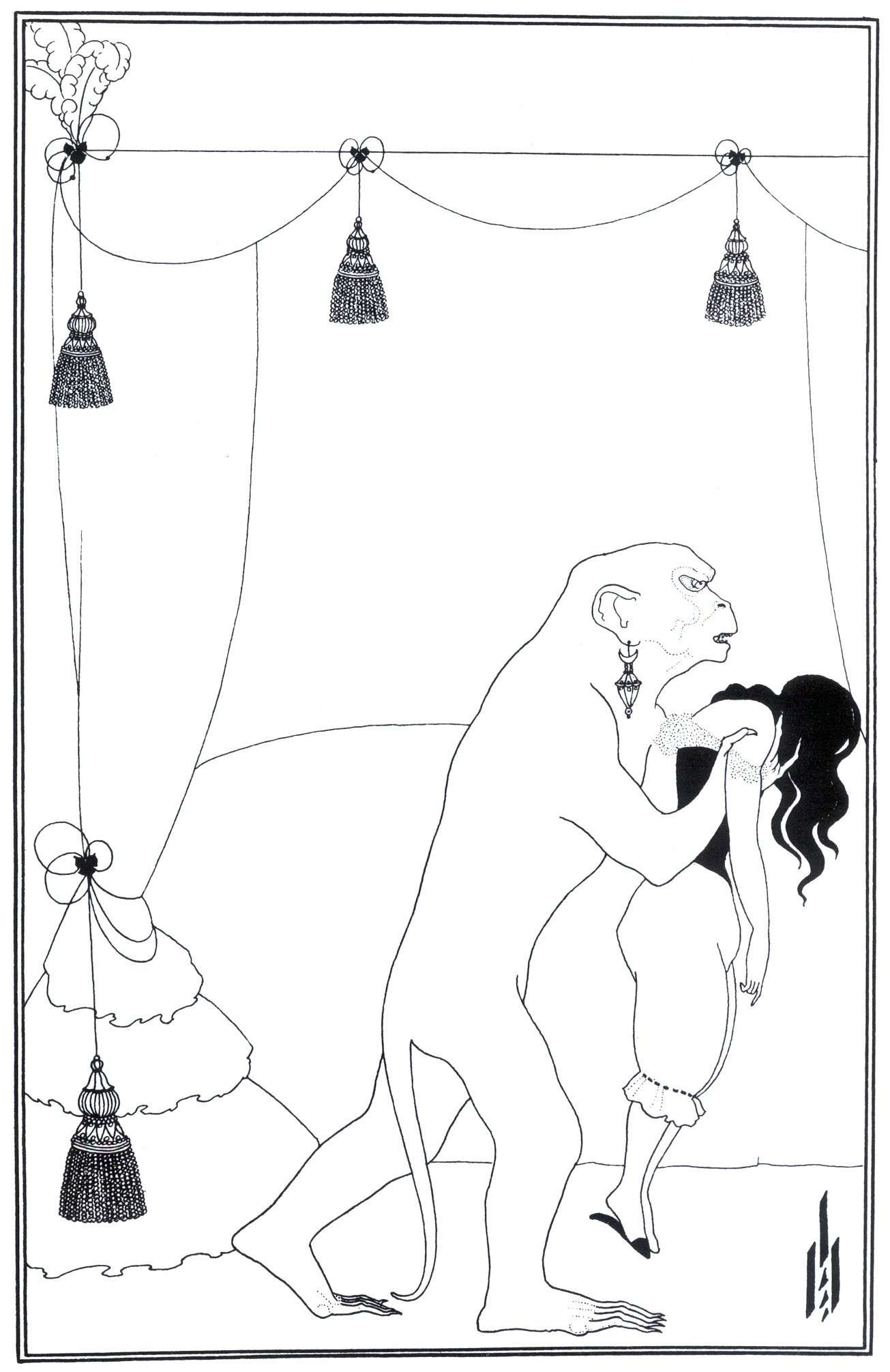
Ilustração de Aubrey Bearsdley, 1894 ou 1895

The Murders in the Rue Morgue (Os Assassinatos da Rua Morgue, no Brasil; Os Crimes da Rua Morgue em Portugal) é um conto escrito por Edgar Allan Poe e que foi publicado pela primeira vez na Graham's Magazine, em abril de 1841.
Conta a história de dois brutais assassinatos de mulheres na Rua Morgue, em Paris, casos que parecem insolúveis até que o detetive C. Auguste Dupin assume o caso e, usando sua estupenda inteligência, desvenda esse grande mistério.
O detetive Dupin é considerado o precursor de Sherlock Holmes. Os métodos de investigação são semelhantes ao do detetive inglês e, as histórias policiais em que aparece, encontram-se no período da gênese da literatura policial internacional. 
Apesar dessas qualidades, Dupin é pouco conhecido pois seu criador escreveu apenas três contos com ele (a obra completa de Poe é pequena em razão da sua morte precoce, aos 40 anos, além de mais identificada com contos de terror e suspense, outra criação literária do genial autor estadunidense).
Além de Os Assassinatos da Rua Morgue, Dupin aparece nos seguintes contos:
- The Mystery of Marie Roget (1842)
- The Purloined Letter (1844)

## Adaptações
Filmes
Os títulos em português se referem aos nomes que tais adaptações receberam no Brasil.
- O Crime da Rua Morgue (Murders in the Rue Morgue), de 1932 dirigido por Robert Florey e estrelado por Bela Lugosi, Leon Ames, Sidney Fox e Arlene Francis.
- O Fantasma da Rua Morgue (Phantom of the Rue Morgue), de 1954 dirigido por Roy Del Ruth e estrelado por Karl Malden e Patricia Medina.
- Assassinatos na Rua Morgue (The Murders in the Rue Morgue), de 1971, dirigido por Gordon Hessler e estrelado por Jason Robards; Christine Kaufmann; Herbert Lom; Adolfo Celi; Michael Dunn; Lilli Palmer. Também já chegou a ser lançado no Brasil (com o selo DIF) sob o título Crimes Hediondos Da Rua Morgue.
- Os Assassinos da Rua Morgue (The Murders in the Rue Morgue), filme para a televisão de 1986, dirigido por Jeannot Szwarc e estrelado George C. Scott, Rebecca de Mornay, Ian McShane e Val Kilmer.

Música
- "Murders in the Rue Morgue" é também uma canção da banda britânica de heavy metal Iron Maiden, inspirada no conto de Poe, que aparece no segundo álbum de estúdio do grupo lançado em 1981, Killers.
- A música "Little Disfunk You" do grupo sueco de pop-rock The Ark contém a passagem "I'll be the murder on Rue Morgue you're trying to solve" em uma clara alusão ao conto.

## Outras histórias inspiradas pelo conto
- Os Novos Assassinatos Da Rua Morgue, de Clive Barker.
- Na mini-série em quadrinhos A Liga Dos Cavalheiros Extraordinários, é sugerido que o Mr. Hyde foi a fera responsável pelos crimes quando ele foi pego na famigerada rua anos depois por Mina Harker e Allan Quatermain.